# Microesfera
Em bioquímica, microsferas são pequenas bolsas delimitadas por membranas constituidas de moléculas protéicas.
Ela foi descoberta em 1957, quando Sidney Fox aqueceu aminoácidos em uma superfície seca e , logo após, adicionou água levemente salgada.Elas podem aumentar de tamanho e se fragmentar em glóbulos menores.
Essas bolsas, junto com os coacervados de Oparin, não são seres vivos e estão longe de desvendar os mistérios da origem da vida, mas são um grande passo dessa longa caminhada. Entretanto, eles mostram que moléculas precursoras da vida podem ter originado aglomerados isolados do ambiente e capazes de se manter organizados por algum tempo.
Fontes: Biologia: biologia das células (parte 1)[Moderna Plus]